# Mont Vélan
De Mont Vélan is een berg in de Zwitsers-Italiaanse Alpen.
Hij behoort tot het massief van de Grand Combin. Ten westen van de berg ligt het Zwitserse Val d'Entremont waardoor de weg naar de Grote Sint-Bernhardpas loopt. De zuidelijke flank van de Mont Vélan daalt steil af in het onbewoonde dal van de Menouve. Aan de noordzijde van de berg ligt nog een tweede top, de Aiguille du Vélan (3636 m). Deze zijde is ook sterk vergletsjerd.
In 1779 werd de berg voor het eerst beklommen door een monnik van het Ospizio op de Grote Sint-Bernhardpas samen met enkele jagers. Daarmee was het een van de eerst beklommen hoge bergen in de Alpen.
Naar de top leiden verschillende routes. Deze meest gebruikte twee beginnen in Italië, in het Valle Menouve en de Conca di By waar de in 2003 gebruik genomen berghut Maria Cristina Rosazza (2650 m) ligt. Vanwege de lange afstand en de grote te overwinnen hoogte wordt de tocht gewoonlijk over twee dagen verspreid.